# Diister omalodellus
Diister omalodellus är en skalbaggsart som först beskrevs av Miłosz A. Mazur 1989.  Diister omalodellus ingår i släktet Diister och familjen stumpbaggar. Inga underarter finns listade i Catalogue of Life.